# По путёвке Ленина
«По путёвке Ленина» — советский фильм 1957 года снятый на Ташкентской киностудии режиссёром Латифом Файзиевым.

## Сюжет
Русским учёным, связавшим свою жизнь с благородным делом просвещения народов Азии, посвящается фильм.— вступительные титры фильма
1918 год, декретом В. И. Ленина в Ташкенте создаётся первый университет в Средней Азии — Туркестанский народный университет. Из Москвы и Петрограда тянутся в Ташкент эшелоны с учебниками, научным оборудованием, и в теплушках — профессора, преподаватели, их семьи. Среди них и профессор Матусовский, как и другие русские ученые, едет по путевке Ленина в далекую Среднюю Азию. И также по путёвке Ленина в университет спешат поступить юноши и девушки — узбеки, туркмены, таджики, каракалпаки. Преподавателям и студентам приходится преодолевать не только трудности разрухи военного периода, но и яростное сопротивление представителей старого мира — недобитых баев, духовников, зарубежных агентов. Отживающее тёмное прошлое и рождающееся будущее сталкиваются в смертельной схватке. И трагична судьба Саодат — первой студентки, и первой местной девушки, сбросившей паранджу, тянущейся к знаниям и самостоятельной судьбе, полюбившей вопреки традициям. 

Лучше, что есть в фильме, — это образ Саодат. Широко и темпераментно раскрыта здесь тема женщины узбечки, отвергающей законы прошлого. Образ Саодат получился ёмким и колоритным. Фильм повествует о трудностях, которые испытывает Саодат, поступая в университет и решая сбросить ненавистную паранджу, о ее горячей любви к Гафуру.— киновед Джура Тешабаев

## В ролях
- Михаил Кондратьев — В. И. Ленин
- Владимир Соловьёв — Матусовский
- Санат Диванов — Гафур
- Райхан Мухамедова — Саодат
- Убайдулла Бурханов — Музаффар
- Василий Ляскало — Петров
- Леонид Кадров — Миша
- Людмила Липскерова — Шура
- Алексей Добронравов — Николай Ефремович
- Аббас Бакиров — Кары
- Алим Ходжаев — Мидхад
- Лутфулла Назруллаев — Ишанбек
- Тургун Азизов — Надырхан
- Тулкун Таджиев — Хамид
- Рахим Пирмухамедов — Курбаши
- Ольга Андреева — тетя Маша
- Раззак Хамраев — отец Саодат
- Фёдор Котельников — начальник станции
- Михаил Мухин — преподаватель университета
- Баба Аннанов — студент
- Миршахид Миракилов — эпизод
- Гани Агзамов — эпизод
- Икрама Балтаева — эпизод

## О фильме
Фильм вышел накануне 40-летия Октябрьской революции, 6 ноября 1957 года, выпущен в прокат числом 698 копий.
Х. Абул-Касымова отмечала, что «в некоторых эпизодах режиссер Л. Файзиев и оператор А. Панн достигают подлинной выразительности», киновед Джура Тешабаев писал, что для режиссёра эта картина была определенным достижением, впервые он делал крупную и масштабную киноленту, с участием многих актеров, при этом перед ним стоял ряд очень ответственных задач.

Нельзя не отметить многие кадры, особенно панорамы, хорошо снятые оператором А. Панном, и не пожалеть, что цвет в фильме использован менее активно, чем следовало.— М. Чиаурели, журнал "Искусство кино", 1958